# Banana Boat Song
Der Banana Boat Song („Bananen-Boot-Lied“) ist ein jamaikanisches Volkslied, dessen bekannteste Version von dem Calypso-Sänger Harry Belafonte gesungen wurde.

## Entstehungsgeschichte
Das Lied geht zurück auf ein altes jamaikanisches Volkslied mit dem Titel Day dah light, das von Schauerleuten (Hafenarbeiter zum Be- und Entladen) – zum Beispiel der sogenannten „Mosquitoflotte“ – handelt, die in Nachtschichten Bananen verluden und dabei über ihre Arbeit sangen. Sie erlebten den Tagesanbruch und das damit einhergehende Schichtende: Daylight come and me wanna go home. Dieser Refrain ist ebenso wie die Melodie allen frühen, traditionellen Versionen des Liedes gemeinsam. Die Strophen variierten jedoch und wurden oft wahrscheinlich aus dem Stegreif erfunden.
Der im Liedtext vorkommende Begriff des Tallymanns (Come Mister Tally Man, tally me banana) bezeichnet den Ladungskontrolleur, welcher die Anzahl der „Hände“ an einem „Bananenbüschel“ (Fruchtstand) zählte (engl. to tally: zusammenzählen, auflisten), da die Arbeiter nach der abgelieferten Menge an Bananen bezahlt wurden: Six hand, seven hand, eight hand, bunch! Ein „bunch“ war dabei ein „Büschel“ mit mehr als acht „Händen“. Andere Versionen des Textes lauten: Lift six foot, seven foot, eight foot, bunch!, was sich auf das Hochheben des „Büschels“ bezog, dabei wurde dessen Länge gemessen.

## Interpretationen

Harry Belafonte – LP Calypso

Tarriers – The Banana Boat Song

Das Volkslied wurde erstmals popularisiert durch Edric Connor & His Caribbeans, eine Gruppe aus Trinidad, die 1952 für ihr Album Songs from Jamaica das Stück unter dem Titel Day dah Light in England erstmals aufnahm. 1954 folgte eine Version von Louise Bennett, die aus Jamaika stammte.
Erste Hitparadennotiz konnten die Tarriers (mit u. a. Erik Darling, Marshall Brickman und Alan Arkin) erreichen, nachdem das Lied textlich leicht durch den Folksänger Bob Gibson verändert als Banana Boat Song im November 1956 erschien und nachfolgend in der Pop-Hitparade bis auf Platz 4 vordringen konnte. Die bis heute bekannteste Aufnahme war als erstes Lied auf Harry Belafontes Album Calypso, das für 31 Wochen an Nr. 1 der LP-Charts notierte (nicht ununterbrochen) und bereits im Mai 1956, also lange vor der Single der Tarriers, erschienen war. Produzent des Albums war Herman Diaz Jr. Aber Day O war lediglich als Albumfüller vorgesehen und spontan aufgenommen worden. Calypso war die erste LP, die mehr als eine Million Mal verkauft wurde. Um am beginnenden Erfolg der Tarriers teilzuhaben, entschloss sich Belafontes Label RCA zur Auskopplung des Bananen-Lieds als Single noch im Dezember 1956. Sie avancierte zum dritten Single-Millionenseller für Belafonte. Der Text zu Belafontes Day-O (Banana Boat Song) stammte von Irving Burgie (Burgess) und William Attaway. Im Februar 1957 brachte Shirley Bassey mit Gibsons Version einen Nummer-eins-Hit in Großbritannien heraus, während gleichzeitig der US-Künstler Steve Lawrence einen Erfolg mit seiner Version dieses Liedes hatte.

## Coverversionen
Der Banana Boat Song erhielt einen BMI-Award und wurde dem BMI zufolge 37-mal gecovert. Als unmittelbares Cover gelangte die Version von Leo Leandros im September 1957 bis auf den elften Platz der deutschen Charts unter dem Titel Komm Mister Talliman. Wie viele andere populäre Lieder wurde auch das Bananenboot-Lied oft adaptiert, parodiert (z. B. Banana Boat (Day-O) vom amerikanischen Humoristen Stan Freberg, 1957; Jedermann-Kollapso von Gerhard Bronner, 1957; Waarom zijn de bananen krom von Andre van Duin, 1972; Come, Mister Taliban, turn over Bin Laden – daylight come and we drop the bomb in einer im Internet kursierenden Version) und zu Werbezwecken (z. B. „Fanta Mango“ oder Daewoo) und in Filmen (z. B. Beetlejuice) verwendet.
Die Parodie Jedermann-Kollapso (Text: „Komm Mister Jedermann, gemma bissel sterben …“; Refrain: „Briaderl kumm, deine Stundn san um!“) verfasste der österreichische Kabarettautor Gerhard Bronner 1957 für den Wiener Schauspieler Helmut Qualtinger und die weiteren Mitglieder des namenlosen Ensembles in der Kabarett-Revue Glasl vorm Aug als kritische Satire auf den Kommerz-Betrieb bei den Salzburger Festspielen und den dortigen Jedermann-Aufführungen.
Eine vor allem bei Kindern bekannte deutschsprachige Version ist der Bananenbrot-Song von Rolf Zuckowski vom November 1983, in der der Text „Day-O“ durch „Theo“ ersetzt ist. Und anstelle von “Come, Mr tally man” (etwa: „Komm, Tallymann [und zähl’ meine Bananen, damit ich nach Hause gehen kann]“) steht „Mach ein bisschen dalli, Mann“. Im August 2004 erschien von Rick Maniac & Dr. Loop eine Hands-Up-Trance-Version davon. Der Refrain des Banana Boat Song wurde 2011 von Jason Derulo für seinen Hit Don’t Wanna Go Home benutzt. Die Textzeile “Six foot, seven foot, eight foot, bunch” wurde als Refrain für Lil Waynes Lied 6 Foot 7 Foot verwendet.
Im September 2015 hat das Satiremagazin extra 3 eine Verballhornung des Liedes mit dem Titel Neeeeoooo! Neee-eeee-eeee-ooohh! Neonazis, you better go home als einen „Song für Flüchtlingsgegner“ veröffentlicht.
Der jamaikanische Reggae-Sänger Conkarah veröffentlichte 2019 eine Neufassung mit dem Titel Banana, mit der er sich in den deutschen, österreichischen und Schweizer Singlecharts platzieren konnte.